# Matamata
Matamata (Chelus fimbriata) – gatunek żółwia bokoszyjnego z rodziny matamatowatych (Chelidae).

## Opis
Karapaks płaski i okrągły. Na tarczach grzbietowych występują trzy rzędy dużych pojedynczych rogowych guzów. Głowa duża, trójkątna, z mocno zwężonym końcem pyska i zakończona długim, rurkowatym wyrostkiem nad pyskiem z nozdrzami umożliwiającymi oddychanie powietrzem w trakcie zanurzenia. Szyja długa, pokryta miękką skórą z długimi frędzelkowatymi wyrostkami skórnymi po bokach. Frędzle na głowie i szyi są silnie unerwione, co pozwala żółwiowi na odbieranie nawet niewielkich zmian w otoczeniu i ułatwia wykrycie ofiary. Kończyny masywne, zakończone palcami spiętymi błoną pływną i mocnymi pazurami. Całe ciało jest ciemno ubarwione, a karapaks pokrywają glony, wskutek czego zlewa się z otoczeniem i przypomina stertę butwiejących liści.

### Rozmiary
Karapaks samców do 42,8 cm długości, samic do 43,7 cm.

## Występowanie
Północna połowa Ameryki Południowej. Vargas-Ramírez i współpracownicy (2020) zaliczyli do tego gatunku jedynie populacje zasiedlające dorzecze Amazonki i Mahury; populacje z dorzecza Orinoko, Rio Negro i Essequibo zostały przez tych autorów przeniesione do odrębnego gatunku Chelus orinocensis. W tym ujęciu systematycznym matamata zamieszkuje następujące państwa: Boliwia, Brazylia, Ekwador, Gujana Francuska, Kolumbia, Peru i Surinam.

## Biotop
Rzeki i ich bagniste rozlewiska.

## Pokarm
Jedzą głównie małe ryby oraz inne organizmy wodne: żaby, kijanki, owady wodne i ich larwy.

## Zachowanie
Na zdobycz czatuje nieruchomo na dnie pod wodą, czekając, aż ryba zbliży się na odpowiednią odległość, i wtedy jednym gwałtownym ruchem otwiera szeroki pysk, a wytworzony prąd wsysa rybę do środka.

## Rozmnażanie
12–28 jaj składanych na plażach bądź brzegach małych zatoczek. Czas inkubacji przy temperaturze 28–30 °C wynosi ok. 200 dni.

## Ochrona
Gatunek ten od 2023 roku jest objęty załącznikiem II konwencji waszyngtońskiej (CITES) i aneksem B UE.